# البطل الذهبي
البطل الذهبي هي سلسلة انمي شعبية بثت لأول مرة من عام 1981 إلى عام 1982، هناك 52 حلقة لكل منها 30 دقيقة، عرض على قناة سبيستون.

## ملخص القصة
القصة تدور حول صبي صغير يدعى هيرو تايكاي الذي يجد قداحة ذهبية عند الحاجة تتحول إلى روبوت عملاق ـ البطل الذهبي الذي يتعين بمهمة لانقاذ الأرض من الملك لبالدا.

## الشخصيات
- هيرو، الاداء الصوتي: يو إينوي (الياباني)
- سامو الاداء الصوتي: يوجي ميتسويا (الياباني)
- إيميريكو سوزوكي الاداء الصوتي: سايكو شيمازو (الياباني)
- مونكي الاداء الصوتي: ريكو سوزوكي (الياباني)
- طونبو الاداء الصوتي: ساتومي ماجيما (الياباني)
- بيكو الاداء الصوتي: مينورو إينابا (الياباني)
- أوهينا
- آبورازيمي
- الملك لبالدا
- البطل الذهبي
- ماناكا
- مومجي آكينو
- أويوكا، الاداء الصوتي: شوزو إيزوكا (الياباني)

## الممثلون
- فاطمة سعد - الراوية لعناوين الحلقات، كفاح
- مأمون الفرخ
- رأفت بازو
- لينا ضوا
- لمى الشمندي - مروة، سالم
- راميا الإبراهيم - تالا
- نضال حمادي
- أميرة حذيفي
- علياء حويجة
- زيد الظريف
- محمود دكاك
و
- محمد خير أبو حسون
- سمر كوكش
- منصور السلطي
- تغريد جرجور

## وصلات خارجية
- البطل الذهبي على موقع فيلمافينيتي (الإسبانية)
- البطل الذهبي على موقع ANN anime (الإنجليزية)

https://web.archive.org/web/20120205223915/http://www.tatsunokousa.com/lightan.html
http://www.youtube.com/watch?v=CIWoIjRBCLw&feature=channel_video_title